# Agnotecous novaecaledoniae
Agnotecous novaecaledoniae är en insektsart som beskrevs av Andrej Vasiljevitj Gorochov 1986. Agnotecous novaecaledoniae ingår i släktet Agnotecous och familjen syrsor. Inga underarter finns listade i Catalogue of Life.